# 安東尼娜 (貝利薩留之妻)
安东尼娜（希臘語：Ἀντωνίνα；约484或495–565年后）是一名東羅馬帝國贵妇，帝國将军贝利撒留的妻子。安东尼娜也是皇帝查士丁尼一世的妻子狄奥多拉皇后的朋友和女官。
曾任贝利撒留法律顾问的历史学家普罗科匹厄斯声称，她对其丈夫的影响力巨大，并认为她控制着贝利撒留。历史学家保罗·切萨雷蒂则认为她是一个颇具争议的人物，是狄奥多拉皇后在行使影响力和权力方面的“得力助手”。
关于安东尼娜的主要资料来源是普罗科匹厄斯的《秘史》 （其可靠性受到学者们的争议）和《战史》。現在掌握的关于安东尼娜的许多信息都不确定，只能依靠猜测。然而，约翰·马拉拉斯和《教宗名錄》等多个当代资料证实了普罗科匹厄斯的说法，即安东尼娜策划了东方大区禁卫军长官卡帕多西亚人约翰和教宗维理的垮台。

## 家庭
普罗科比厄斯记载，安东尼娜的父亲和祖父都是战车驭手。他们曾在君士坦丁堡和塞萨洛尼基为观众表演。普罗科比厄斯没有提及他们的名字。安东尼娜的母亲也是一位演员，她的名字也没有被提及。普罗科比厄斯用轻蔑的语气提到她：“她母亲是剧院里的妓女之一。”在原始文献中，“剧院”一词是“祭壇”（希臘語： θυμέλη），相当于术语管弦乐队（希臘語：ὀρχήστρα）。这是剧院中为比演员地位更低的表演者保留的职位，例如特技表演员、舞蹈演员、杂耍演员等。“祭壇表演者”一词几乎总是带有贬义。

## 早期生活
普罗科比厄斯声称安东尼娜本人生活淫蕩，婚前育有多名子女。据说她的母亲是一位演员。一些学者推测，她在此期间结识了狄奥多拉，并与其成为了终生挚友。关于安东尼娜，普罗科比厄斯说道：
“这个女人早年生活淫蕩，性格放荡，不仅与父母身边的下流巫师们来往甚广，而且还因此获得了她所需要知道的知识，后来成为贝利撒留的妻子，此前她已经是许多孩子的母亲。”
他称佛提乌斯为安东尼娜之子，但称其为前夫所生，而非私生子。“但统帅一切的将军是贝利萨留，身边有许多杰出的枪兵和卫兵。此外，还有佛提乌斯，他与前妻安东尼娜所生；他当时还年轻，刚长出第一缕胡须，但却非常谨慎，展现出超越年龄的坚强性格。”“……在那里，安东尼娜之子佛提乌斯的新郎瓦伦丁展现了非凡的英勇。”“佛提乌斯生性容易被比他更有影响力的人激怒。就狄奥多西及其同僚而言，佛提乌斯有充分的理由感到愤慨，因为他自己，虽然是狄奥多西的儿子，却被轻视，而狄奥多西却享有巨大的权力和财富。”迦太基的利伯拉图斯和以弗所的约翰也提到了佛提乌斯。
約阿尼娜（或乔阿尼娜）是贝利萨留和安东尼娜唯一确定的女儿。普罗科比厄斯提到：“她（狄奥多拉）意识到这个女孩将成为继承人，因为贝利萨留没有其他后代。”安东尼娜的另一个女儿是被称为伊尔迪格尔的妻子。伊尔迪格尔总是被称为安东尼娜的女婿，而不是贝利萨留的女婿。普罗科比厄斯记录道：“皇帝（查士丁尼一世）还派遣另一支军队前往所罗门，随行的有卡帕多西亚人约翰、狄奥多拉斯和伊尔迪格尔，伊尔迪格尔是贝利萨留妻子安东尼娜的女婿。”……“于是，蛮族使者在罗马人的护送下前往拜占庭（君士坦丁堡），安东尼娜的女婿伊尔迪格尔也带着不少骑兵从利比亚来到罗马。”
最后，在6世纪40年代，安东尼娜的一位孙女被提及。安东尼娜的哪个孩子是她的母亲，目前尚无记载。她显然受到了阿非利加大区禁卫军长官塞尔吉乌斯的追求。普罗科比厄斯记载:
“塞尔吉乌斯性情温和，不擅战，无论在性格还是年龄上都十分幼稚，但他却极度嫉妒，对所有人都有一种吹牛的习气，处事方式柔弱，骄傲地鼓起腮帮子。但由于他恰巧追求了贝利萨留之妻安东尼娜的女儿，皇后便不愿对他施以任何惩罚，也不愿解除他的职务。”希腊文原文为“  ”。

## 生平

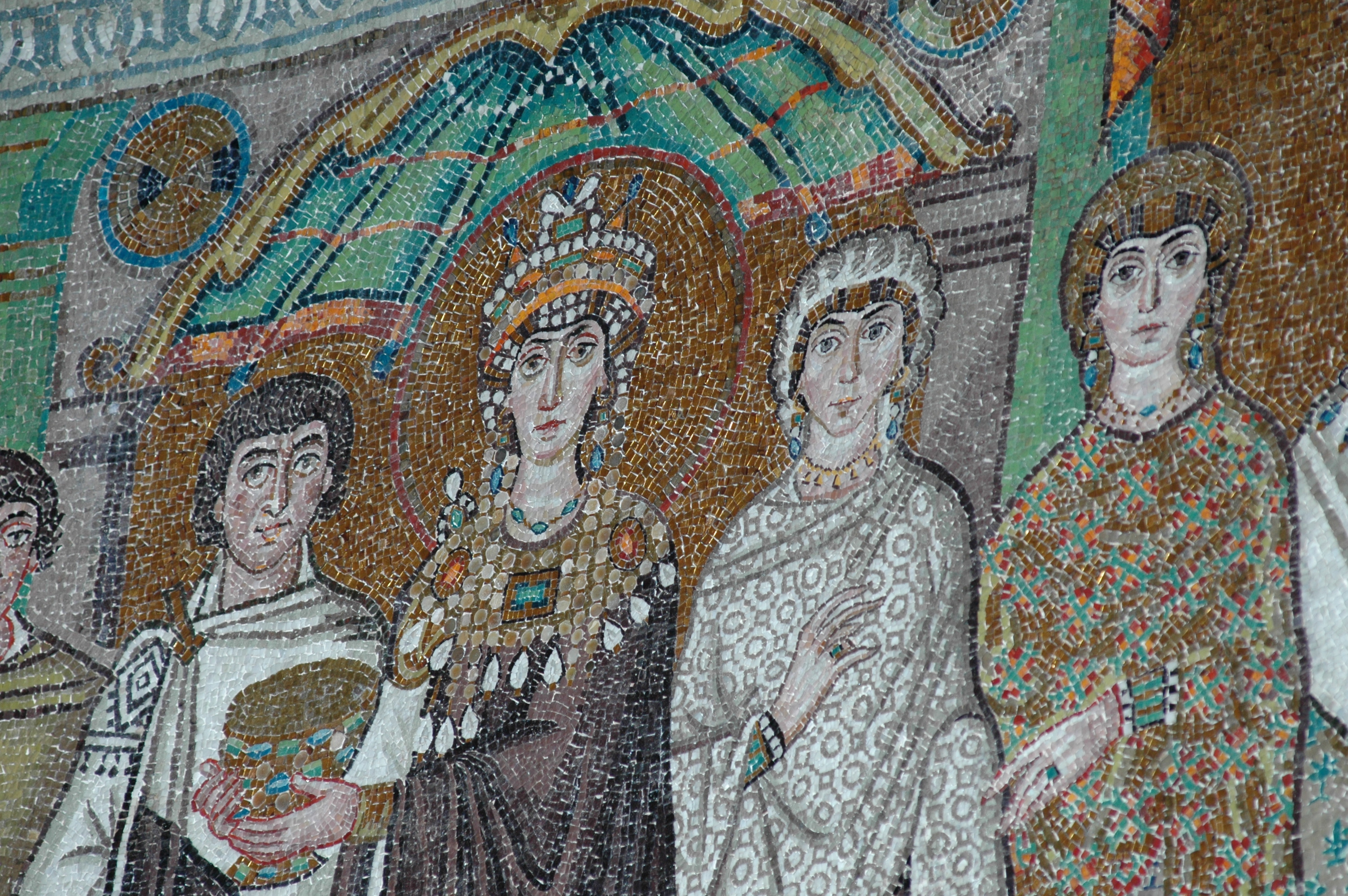
左至右：狄奥多拉（中）、安東尼娜、約阿尼娜（拉文納聖維他教堂）

普罗科比厄斯将安东尼娜描绘成即使在嫁给贝利萨留之后也过着无耻的生活。他“详尽地”描述了她与贝利撒留教子狄奥多西的婚外情。据说她之所以有所保留，只是因为害怕失去赞助人狄奥多拉皇后的青睐。狄奥多拉是查士丁尼一世（527-565年在位）的妻子。她曾多次充当狄奥多拉的代理人。

### 汪达尔战争
据记载，安东尼娜曾跟随贝利萨留征战。普罗科比厄斯声称，她这样做只是为了保持对将军的影响力。“为了让贝利萨留不孤单，从而恢复理智，蔑视她的魔力，并最终对她做出正确的判断，她特意陪他周游世界。”据记载，她第一次加入丈夫是在汪达尔战争（533-534年）。“查士丁尼在位第七年，大约春分时节，皇帝命令将军的船在皇宮前的地点抛锚……此后，将军贝利萨留和他的妻子安东尼娜启航。普罗科比厄斯也与他们同行，并撰写了这段历史。”
在穿越亚得里亚海期间，海军的供水遭到污染（变质）。唯一的例外是贝利撒留自己船只的供水。安东尼娜将水储存在玻璃罐中，并放置在安全的房间里，以防止污染。普罗科比厄斯叙述道：“他们从梅索尼出发，抵达扎金索斯港，在那里补充了足够的水，足以渡过亚得里亚海。在做好所有其他准备后，他们继续航行。但由于风力微弱，直到第十六天才在西西里岛一处荒凉的地方登陆，埃特纳火山就在附近。正如前文所述，在他们被耽搁期间，整支舰队的饮用水都被污染了，只有贝利萨留本人和同伴们喝的饮用水除外。只有贝利萨留的妻子用以下方法保存了饮用水：她装满玻璃罐，在船舱里用木板搭建了一个阳光无法穿透的小房间，然后把罐子沉入沙子中，这样海水就不会受到影响。”她的预防措施可能阻止了藻类的生长。
在北非，贝利萨留最初将他的军队驻扎在“距离德基穆35斯塔德的一个营地，并用精心建造的栅栏围起来”。他把安东尼娜和步兵留在那里。普罗科比厄斯记载：“贝利萨留把他的妻子和筑有路障的营地留给步兵，他自己则率领所有骑兵出发了”。骑兵继续参加了阿德底斯姆战役。第二天，安东尼娜和步兵加入了他们的行列。“但第二天，步兵和贝利萨留的妻子也来了，我们一起沿着通往迦太基的道路前进，傍晚时分到达迦太基。”

### 哥德战争
安东尼娜接下来被提及是在哥德战争初期，她奉狄奥多拉之命前往罗马执行一项任务，即罢黜教宗维理（537年3月）。普罗科比厄斯在一个不相关的章节中只是略微提到了此事：
但在她 [安东尼娜] 通过在最紧急的事情上为她提供帮助而使她 [狄奥多拉] 变得温顺和易于管理之后 — — 首先，以将在以下叙述中描述的方式处理了维理……人们说，她首先割掉了他们的舌头，然后一点一点地切碎，将碎片扔进麻袋，然后毫不费力地将它们扔进海里，在整个这一不虔诚的活动中，一个名叫尤金尼乌斯的仆人一直在协助，而尤金尼乌斯就是对维理实施邪恶行为的人。
究竟维理究竟遭受了什么，至今仍未得到解释。 《教宗名錄》对此有更详细的叙述：
奥古斯塔（狄奥多拉）勃然大怒，她派人指示贵族维利萨留（贝利萨留）……“找个机会控告教宗维理，将他从主教职位上革职，否则就赶紧把他送到我们这里来。”……一些伪证人受到这些指示的鼓舞，站出来声称：“我们发现教宗维理正在给哥德人的国王送信……”然后他（贝利萨留）吩咐教宗维理到平乔山的宫殿来见他……维理和维吉吕独自一人进入宫殿，贵族安东尼娜正躺在沙发上，维利萨留（贝利萨留）坐在她脚边。贵族安东尼娜一见到他，便对他说：“教宗维理大人，请告诉我们，我们对您和罗马人做了什么，您竟然想把我们出卖给哥德人。”当她还在说话的时候，第一区的副执事约翰就从他的脖子上取下了披带……脱下他的法衣，给他穿上僧袍，然后带他藏了起来。
后来的历史学家怀疑维理在537年6月第二次审判之前被谋杀。安东尼娜被认为是凶手，但新任教宗维吉吕也是嫌疑人。安东尼娜被描述为以“无情的效率”和“惊人的速度”完成了她的使命。迦太基的利伯拉图斯和图努纳的维克托都记载，安东尼娜在维吉吕任职初期强迫他签署了一份信奉基督一性论的声明。据称，该声明已发送给一性论的主要主教。这份声明在其他资料中均未记载，因此该记载被认为可疑。
安东尼娜最初在罗马围城战（537-538年）中与贝利撒留并肩作战。普罗科匹厄斯叙述：
至于贝利萨留，他招致了罗马人的诸多嘲笑，因为尽管他侥幸逃脱了敌人的追击，却仍然劝说罗马人从此鼓起勇气，轻视这些野蛮人；因为他深知自己将彻底征服他们。至于他是如何确信这一点的，我们将在下文中讲述。最终，夜幕降临，一直在斋戒的贝利萨留，在妻子和在场的朋友们的强行劝说下，勉强吃下了一点面包。就这样，两军度過了一夜。
537年晚些时候，贝利萨留派安东尼娜前往那不勒斯，据说是为了她的安全。安东尼娜并没有闲着。她协助当时担任贝利萨留秘书的普罗科比厄斯组建了一支舰队，用于通过奥斯蒂亚港向罗马运送粮食和援军。普罗科比厄斯叙述道：
贝利萨留鼓舞了罗马民众，然后遣散了他们；而撰写这段历史的普罗科比厄斯则立即被下令前往那不勒斯。因为当时有传言说皇帝已派遣军队前往那不勒斯。贝利萨留委托普罗科比厄斯尽可能多地装载粮食，召集所有当时从拜占庭抵达的士兵，以及留在那不勒斯负责马匹或其他事务的士兵——因为他听说许多这样的士兵正前往坎帕尼亚各地——并从那里的驻军中抽调一些人，然后与他们一起返回，护送粮食到罗马人的港口奥斯蒂亚……于是他命令马丁努斯和图拉真率领一千人前往塔拉奇纳。他还派他的妻子安东尼娜与他们同行，并命令她和几个人一起前往那不勒斯，在那里安全地等待罗马人的好运。 ……但马丁努斯和图拉真连夜穿梭于敌营之间，抵达塔拉奇纳后，派安东尼娜率领少数士兵前往坎帕尼亚……至于普罗科比厄斯，他抵达坎帕尼亚后，在那里召集了不少于五百名士兵，在大量船只上装载了粮食，并做好了准备。不久之后，安东尼娜也加入了他的行列，并立即协助他安排舰队的部署。
詹姆斯·埃文斯认为，普罗科比厄斯可能夸大了自己的角色，安东尼娜本人才是负责组织粮食运输的使者。
据记载，安东尼娜面临着“伊苏里亚舰队”抵达奥斯蒂亚的难题。他们的货物必须运往罗马。但负责将驳船拉上台伯河的牛却筋疲力尽，“全部半死不活地躺着”。台伯河一侧的道路被東哥德人把守，另一侧的道路又太窄，“完全无人使用”。普罗科比厄斯叙述道：
安东尼娜和指挥官们破晓时分开始商议货物的运输方案。……于是，他们挑选了大船中的小船，用高高的木板在四周围上栅栏，以免船上人员暴露在敌人的炮火之下，并根据每艘小船的人数安排弓箭手和水手上船。在船上装载了所有能装载的货物后，他们等待顺风，沿着台伯河向罗马驶去，一部分军队沿着河的右岸跟随他们进行支援。但他们留下了大量伊苏里亚人守卫船只。在河道笔直的地方，他们航行毫无困难，只需扬起船帆即可；但在河水蜿蜒逆风、船帆没有动力的地方，水手们就费尽心思划桨，迫使船只逆流而上。至于蛮族，他们则守在营寨中，不愿阻拦敌人，或许是因为他们惧怕危险，或许是因为他们觉得罗马人绝不会用这种方式运来任何补给，他们认为，在无关紧要的事情上，破坏贝利萨留已承诺的停战协议的希望，有悖于自身利益。此外，驻扎在波图斯的哥德人，虽然眼睁睁地看着敌人不断从近在咫尺的船只旁驶过，却也并未出手相助，只是坐在那里，惊叹于他们竟然想出了这个计划。罗马人用同样的方法逆流而上多次，将所有货物平安运进城中后，水手们便乘船迅速撤离，因为时值冬至。其余军队进入了罗马，只有保卢斯和一些伊苏里亚人留在了奥斯蒂亚。”
安东尼娜可能在538年至540年期间待在意大利大区，但她的活动没有记录。普罗科比厄斯只是提到贝利萨留和安东尼娜于540年返回君士坦丁堡。贝利萨留被召回参加一场针对薩珊波斯帝國的新战争。普罗科比厄斯提到：“当时，贝利萨留征服了意大利，应皇帝的召唤，携妻子安东尼娜来到拜占庭，准备进军攻打波斯人。”他还提到，她的情人狄奥多西也与他们一同返回。“在那里（意大利），她充分享受了情人的殷勤和丈夫的淳朴，后来她和他们一起来到拜占庭。”

### 卡帕多西亚人约翰的下台
在君士坦丁堡，安东尼娜与狄奥多拉结盟，对抗东方大区禁卫军长官卡帕多西亚人约翰。约翰于541年下台，似乎是他与狄奥多拉和贝利萨留持续政治竞争的结果。约翰和狄奥多拉争夺对查士丁尼的影响力，并互相指责对方的所作所为。据报道，贝利萨留从哥德战争归来后获得了广泛的民众支持，而这位卡帕多西亚人视他为对手的宠臣。

### 外遇被發現
安东尼娜与丈夫一同参加了拉齐卡战争。但她与教子狄奥多西的婚外情导致两人关系紧张。她的不谨慎导致了公开冲突。据说她与佛提乌斯的关系也恶化了。贝利萨留最终说服佛提乌斯担任他的代理人。
“因此，这两个人互相发誓，说出了基督徒中最可怕的誓言，即他们永远不会背叛对方，即使面临毁灭的危险。”
据报道，安东尼娜在贝利撒留从西萨乌拉农堡垒返回后不久就到达了贝利撒留那里。
有人告诉他，她正在路上。于是，他把其他一切都视为无关紧要，率军撤退。因为正如我之前所述，军队中还发生了一些其他事情，这些事情也促使他撤退。然而，这些信息让他更快地做出了决定……“因为从一开始，他就被妻子的不当行为所困扰，以至于他不愿意前往尽可能远离罗马领土的地方，以便一旦得知那女人来自拜占庭，就能立即返回，抓住她并惩罚她。”
贝利撒留逮捕了安东尼娜，而佛提乌斯则被派往以弗所对峙狄奥多西。
贝利萨留抵达罗马领土后，发现妻子已从拜占庭归来。他羞辱地将她囚禁起来，尽管他多次试图毁灭她，但他還是不忍心，在我看来，是被一种炽热的爱所征服。但据说，正是由于她的魔力，他才被那女人控制。
此时，狄奥多拉皇后出面为她的朋友辩护。她召回贝利萨留和安东尼娜，使其返回首都君士坦丁堡。随后，她将怒火发泄在贝利萨留和佛提乌斯的众多“密友”身上。在狄奥多拉的命令下，这对夫妇最终和解，但皇后仍需寻找狄奥多西的下落。佛提乌斯绑架了这位年轻人并将其藏匿起来。
她（狄奥多拉）强迫贝利萨留违背自己的意愿与妻子安东尼娜和好。她对佛提乌施以各种酷刑，其中包括用鞭子抽打他的后背和肩膀，并命令他说出狄奥多西和中间人的下落。尽管饱受折磨，他仍然决心坚守誓言；因为他虽然体弱多病，早年放荡不羁，但他一直注重保养身体，从未遭受过虐待或苦难。无论如何，他没有泄露贝利萨留的任何秘密。然而，后来，所有迄今为止的秘密都大白于天下。
换句话说，狄奥多拉找到了狄奥多西，并将他藏在宫殿里。后来，她又将他作为礼物送给了安东尼娜，从而让这段恋情得以继续。
她（狄奥多拉）把狄奥多西从一个太监的房间里带出来，带给她（安东尼娜）。安东尼娜欣喜若狂，起初高兴得说不出话来，后来她承认狄奥多拉帮了她大忙，称她为救世主、恩人和女主人。于是皇后把狄奥多西留在宫中，赐予他奢华的享受和各种纵容，并威胁说不久后就会让他成为罗马将军。但某种正义阻止了她，因为他患上了痢疾，被迫离开了人世。
贝利萨留于542年末至543年失宠，原因不明。542年夏天，君士坦丁堡受到了所谓的查士丁尼大瘟疫的影响。皇帝查士丁尼本人也感染了瘟疫，人们开始讨论即将举行的继位仪式。据报道，贝利萨留和布泽斯將軍都缺席了，他们发誓反对任何未经他们同意而选出的皇帝。狄奥多拉非常生气，将他们召回君士坦丁堡接受审判。布泽斯回国后被捕。据报道，他被关押在宫殿女眷楼下的地下室两年零四个月（542年末至545年初）。虽然最终被释放，但普罗科比厄斯认为，布泽斯在余生中一直饱受视力下降和健康状况不佳的困扰。

### 晚年

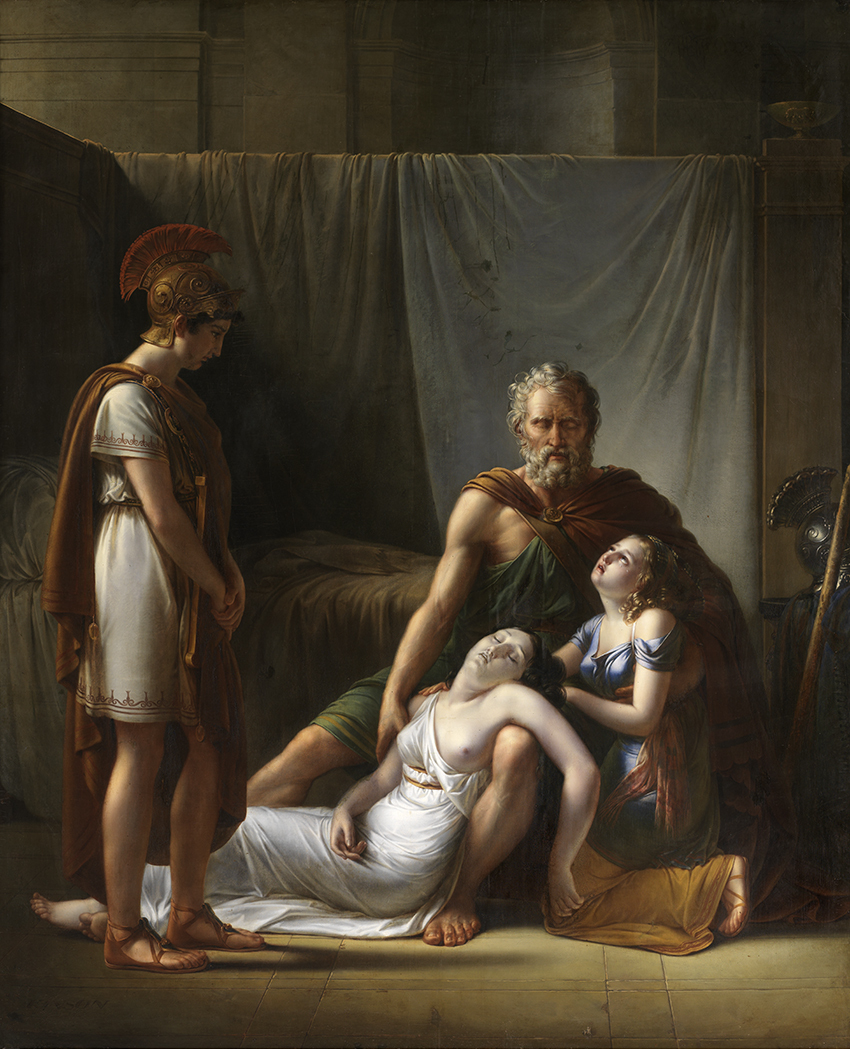
《安東尼娜之死》，弗朗索瓦·金松繪於約1817年。

据说，重获恩宠的贝利萨留试图重新夺回东方军事统帅的职位。但安东尼娜阻止了他再次被任命到东线战场，这让她回想起痛苦的回忆：
贝利萨留请求恢复其应有的职位，并在被任命为东方将军后，再次率领罗马军队攻打霍斯劳和米底人，但安东尼娜不同意；因为她坚称自己在那些地区受到了他的侮辱，因此他绝不会再见到他们。[...] 然而，他无视发生的一切，完全忘记并忽视了对佛提乌斯和其他亲戚的誓言，顺从地跟随了那位女子，尽管她已经六十岁了，却仍然深深地迷恋着她。
根据对她年龄的估计，她的出生日期为约484年。贝利萨留被派回（544年）哥德戰爭，安东尼娜也跟随他。普罗科比厄斯简要描述了她的行踪。546年，她在波图斯，547年末在克罗顿，548年在海德伦图姆。之后，她被派往君士坦丁堡，为哥德戰爭紧急请求增援。她抵达后发现狄奥多拉已经去世（548年6月）。安东尼娜反而说服查士丁尼召回贝利萨留。

540年代，安东尼娜的女儿約阿尼娜嫁给了狄奥多拉的孙子阿纳斯塔修斯。549年初，安东尼娜解除了这段婚姻。普罗科比厄斯记载：
但皇后去世后，安东尼娜来到拜占庭，却故意忘记皇后不久前赐予她的恩惠，全然不顾如果女儿嫁给别人，她之前的前科就成了妓女，于是她拒绝了与狄奥多拉后代的联姻，并完全违背女儿意愿的情况下抛弃了她心爱的人。她（安东尼娜）也因此在世人中赢得了忘恩负义的恶名。然而，当她的丈夫到来时，她却毫不费力地说服他与她一起参与这桩不洁之事。因此，这个男人的真面目在那时就暴露无遗了。
这可能是关于安东尼娜的最后一次可靠记载。公元10世纪后期的《君士坦丁堡誌》提到，安东尼娜比贝利萨留活得长，这意味着她在565年仍然活着。据报道，她与查士丁尼的妹妹维吉兰蒂娅同居。据说她说服维吉兰蒂娅建造了一座教堂，献给西徐亚波利斯的普罗科比厄斯。同一后期资料赋予安东尼娜“zoste patrikia”（錦衣侍女）的称号。如果是这样，她将是已知的第一个拥有此称号的人。许多后来的历史学家接受了这一说法，但由于缺乏其他证据，这一说法令人怀疑。

## 資料來源问题
安东尼娜的主要资料来源是普罗科匹厄斯（尤其是他的《秘史》），这引发了许多问题。《秘史》是一部针对帝国行政的论战著作，其写作目的及其可靠性至今仍存在争议。
从普罗科比乌斯《战史》开始，就了解到安东尼娜在征服北非和意大利期间在地中海周围的一些活动。
《秘史》第一部分主要关注安东尼娜。普罗科比厄斯将安东尼娜描述为妓女的女兒，罗马精英们将她等同于舞台演员。普罗科比厄斯究竟想表达什么，以及这究竟是事实还是诽谤，尚不确定。这与普罗科比厄斯对狄奥多拉早年（被描述为前妓女/女演员）的描述类似。安东尼娜还被描述为在嫁给贝利撒留期间与她的养子同寝。所有这些可能都源于“长期存在的性诽谤传统……[一种]修辞手法”。尽管这并不一定意味着普罗科比厄斯的著作不实。